# Peripsocidae
Peripsocidae es una familia de Psocodea en el suborden Psocomorpha. Los miembros de esta familia se caracterizan por la ausencia de la areola postica en sus alas. Muchos de los géneros descriptos recientemente se encuentran muy relacionados con Peripsocus. La familia posee más de 300 especies.

## Géneros
Estos 12 géneros se encuentran en la familia Peripsocidae:
- Bicuspidatus c g
- Campanulatus c g
- Coniperipsocus c g
- Cycloperipsocus c g
- Diplopsocus c g
- Kaestneriella Roesler, 1943 i c g b
- Orbiperipsocus c g
- Pericupsocus c g
- Peripsocus Hagen, 1866 i c g b
- Periterminalis c g
- Properipsocus c g
- Turriperipsocus c g

Fuentes de información: i = ITIS, c = Catalogue of Life, g = GBIF, b = Bugguide.net